# Cylindrococcus spiniferus
Cylindrococcus spiniferus är en insektsart som beskrevs av William Miles Maskell 1892. Cylindrococcus spiniferus ingår i släktet Cylindrococcus och familjen filtsköldlöss. Inga underarter finns listade i Catalogue of Life.